# Milad 1
Milad 1 é o segundo álbum de estúdio do grupo Milad, lançado no outono de 1986, de forma independente.
O disco mescla contém uma das músicas mais populares da banda, "Não Tenhas Sobre Ti". O repertório ainda abriga composições de Aristeu Pires Jr., do vocalista João Alexandre e do baixista Toninho Zemuner. O disco foi definido, pelo historiador Salvador de Souza, do Arquivo Gospel, como o "disco mais importante do Milad", sendo "um clássico do estilo".

## Faixas
1. "Mesmo Pecador"
2. "Em Cada Passo"
3. "Tudo Posso"
4. "Em Seu Nome"
5. "Tu És"
6. "Numa Só Voz"
7. "Em Memória de Ti"
8. "Glória"
9. "Não Tenhas Sobre Ti"
10. "Numa só Voz"

## Ficha técnica
- João Alexandre - vocais, violão, guitarra
- Toninho Zemuner - vocal, baixo
- José Roberto M. Prado - saxofone, flauta
- Wesley Vasques - vocal
- Marlene Vasques - vocal
- Luiz Carlos - bateria
- Beto - percussão
- Cid Caldas - teclado
- Abraham - saxofone
- Nelson P. Jr - vocal
- Nila - vocal
- Valdívia - vocal